# Casa es de Abella
La Casa es de Abella és un monument del municipi d'Es Bòrdes inclòs en l'Inventari del Patrimoni Arquitectònic de Catalunya.

## Descripció
Ço des d'Abelha conserva a la façana diversos elements encastats. A l'angle superior dret hi ha quatre carreus formant una finestra amb llinda monolítica que duu en el centre tres arquets semicirculars convergents, tallats a bisell; duu també una inscripció que sembla moderna: +S. ROCHE. Una altra pedra encastada damunt la porta, presenta en relleu una flor inscrita dins un cercle. Més coneguda és la inscripció que es creu procedent de Castèl-leon situada damunt la finestra esquerra. Finalment, a la cantonada oposada de la casa, un bloc de pedra presenta una inscripció molt erosionada: IN-LA--
Roseta sextifoli inscrita en un cercle. El dibuix dels pètals és molt esquemàtic. El material emprat és marbre blanc de Saint-Beat de molt bona qualitat. La peça orientada a l'oest es troba incrustada a la façana de la casa.
Hiesta orientada a l'oest, que trobem en la façana de la casa es de Abella com a element reaprofitat i de decoració. El marc està format per quatre pedres. L'obertura que deixen és de forma rectangular i estreta. La llinda superior està treballada i presenta tres arcs rebaixats de mig punt. En el centre, damunt els arcs, s'hi troba esculpit un ram d'olivera. A un extrem hi ha la data de 1781 i en un altre el nom de: S. ROCHER.
Llegenda esculpida en pedra, orientada a l'oest amb la següent inscripció:
ESTA.OBRA.MANDO.HAZER.EL MUY ILL-e SENOR CA/

PITAN.MIGUEL.FERRER.SENDO.CASTELLA (...) R/

TIFICO.ESTE.CASTILLO.Y.LE.PUSO.ARTILLERIA/

(.) RMO.Lª.PNTE.VAL.DE.ARCABUZES.EN EL ANO 158 (.)/
La inscripció es troba a la façana de la casa és de Abella, damunt d'una finestra de la planta baixa. Avuí dia s'ha realitzat una remodelació de la casa per a fer apartaments.

## Història
La veïna església parroquial de Begòs està dedicada a sant Roc. Quant a la inscripció de Castèl-leon, se'n fa ressò per primera vegada Juli Soler i Santaló (1906) el qual identifica la casa amb Ço de Tormò.
Respecte a la roseta sextifoli cal dir que aquest motiu decoratiu vegetal és molt freqüent, de gran antiguitat i llarga perduració en monuments funeraris. El trobem moltes vegades reaprofitat en les esglésies. Originalment és una rosa oberta composta d'un botó al voltant del qual s'agrupen les fulles o pètals inscrits en un cercle. El dibuix admet una gran varietat de formes i combinacions.
La finestra de casa es de Abella possiblement correspon a l'antiga església romànica anterior a l'actual. La inscripció que hi trobem pot significar Roser. Val a dir que l'església parroquial d'Era Mare de Dieu deth Roser fou bastida l'any 1806 sobre una de més petita.
Una altra possibilitat de l'origen d'aquesta finestra és que procedeixi de l'antiga església romànica consagrada a Sant Ròc de Begòs.
La inscripció o llegenda trobada procedeix de la fortalesa de Castèth Leon, situada en el penyal al NW del poble que domina l'aiguabarreig del Joue i la Garona. Consta que aquest castell fou bastit inicialment per les hosts del senescal de Tolosa poc després d'ocupar l'Aran el 1283. Fou residència dels governadors francesos de la Vall, dels lloctinents del rei de Mallorca durant el segrest (s. XIII-XIV) i dels governadors reials quan retornà a la Corona d'Aragó fins al segle xvii. Jaume II feu fer importants treballs de fortificació al segle xvi. Dos segles després el 1589 es tornà a fortificar de cara a les modernes tècniques d'artilleria essent capità Miguel Ferrer, fet que es constata en la inscripció de la pedra trobada en la casa es de Abella. Castèth Leon fou destruït pels francesos al s. XVIII, actualment es troba totalment desaparegut. Aquesta inscripció fou publicada per en Ramon de Semir i d'Arquer en el seu llibre: " La Vall d'Aran. Turística i Documental".